# Lilltjärnen (Åre socken, Jämtland)
Lilltjärnen är en sjö i Åre kommun i Jämtland och ingår i Indalsälvens huvudavrinningsområde.